# Кунео
За провинцията вижте Кунео (провинция).
Ку̀нео (на италиански: Cuneo, на пиемонтски Coni, Кони) е град и община в западната част на Северна Италия, административен център на провинция Кунео в регион Пиемонт. Разположен е на 534 m надморска височина. Населението на града е 55 744 души (1 януари 2023).